# Nicenet
Nicenet, en llatí Nicaenetus, en grec antic Νικαίετος, fou un poeta epigramàtic grec, possiblement nadiu d'Abdera però establert a l'illa de Samos. Ateneu de Naucratis diu que era o bé d'Abdera o de Samos, i Esteve de Bizanci l'esmenta entre els abderites famosos. Ateneu diu d'ell, en relació amb els costums de Samos, que era un poeta amb forta inclinació pels costums populars.
Va viure a la primera part del segle III aC, abans de Filarc que escrivia vers el 219 aC. Va escriure, entre altres coses, una llista de dones il·lustres i també alguns epigrames, dels quals sis figuren a l'Antologia grega.